# 安凌镇
安凌镇，是中华人民共和国安徽省黄山市祁门县下辖的一个乡镇级行政单位。

## 行政区划
安凌镇下辖以下地区：
王村、菖蒲村、五里拐村、土峰村、雷湖村、星星村、城安村、芦荔村、琅田村、赛丰村、五星村、联合村、赤岭村、广联村、广大村和广乐村。

## 名胜古迹
安凌镇境内拥有以下文物保护单位：
- 安徽省文物保护单位1处：
  - 大洪岭古道（7-18，大坦乡大洪村燕窝- 安凌镇五里拐村鸦坑，明）
- 祁门县文物保护单位2处：
  - 雷湖胡氏宗祠，安凌镇雷湖村
  - 光裕堂，安凌镇赤岭村上曾组